# فهرست اصطلاحات

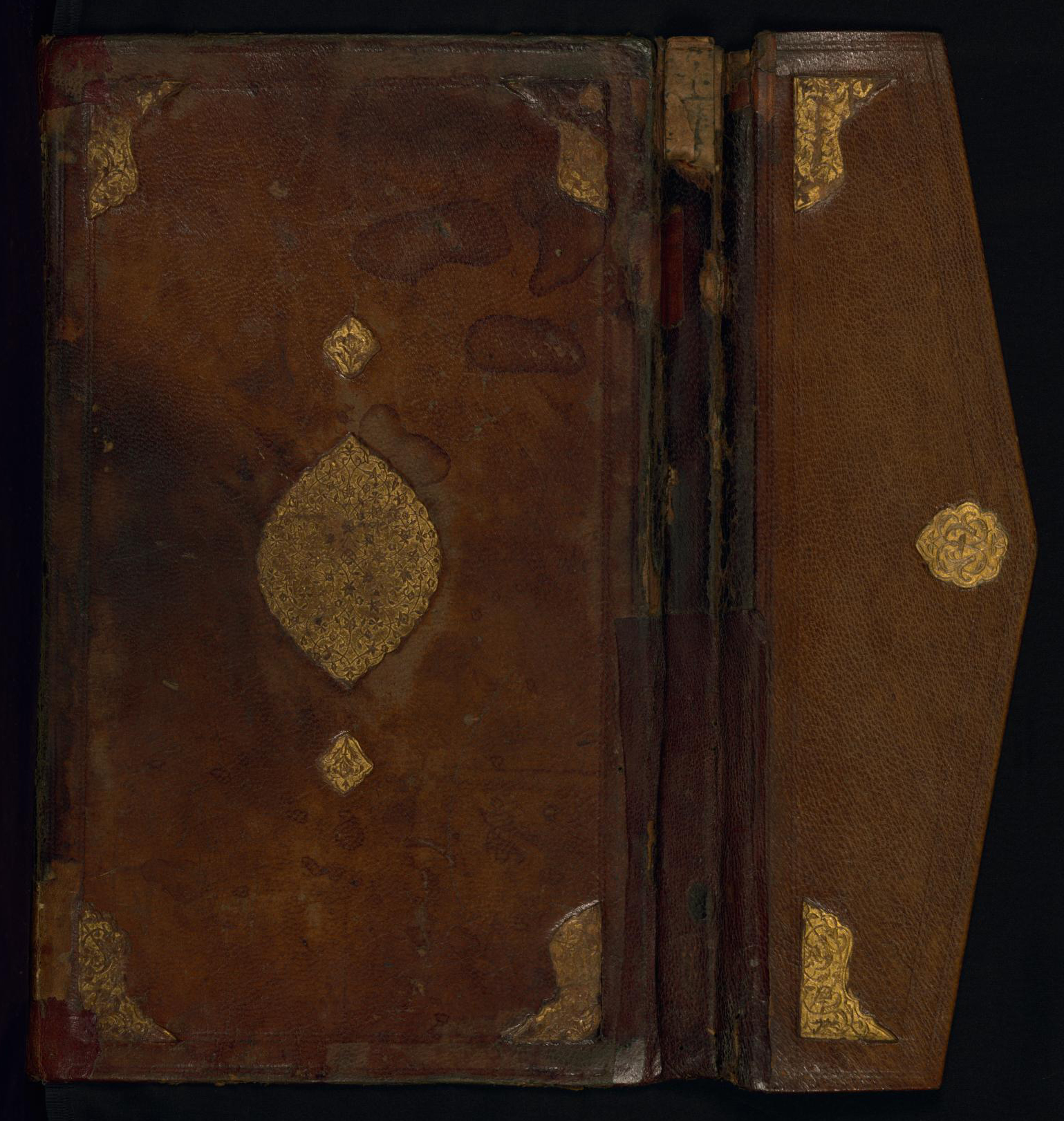
یک فرهنگ موضوعی حقوق اسلام

فهرست اصطلاحات، فرهنگ موضوعی، فهرست اصطلاحات، یا واژه‌نامهٔ موضوعی (به انگلیسی: glossary)، فهرستی الفبایی از اصطلاحات در حوزهٔ خاصی از دانش همراه با تعاریف مربوط به آن اصطلاحات است.